# فیلم‌شناسی ویوین لی
ویوین لی بازیگر بریتانیایی(۱۹۱۳–۱۹۶۷) در دارجلینگ هند به دنیا آمد. خانواده او در شش سالگی به انگلستان بازگشتند. او علاوه بر تحصیل در بریتانیا، در فرانسه، ایتالیا و آلمان نیز تحصیل کرد و چند زبانه شد. به‌طور کلاسیک در آکادمی سلطنتی هنرهای دراماتیک آموزش دیده است، اولین فیلم او در نقشی نامشخص در کمدی سال ۱۹۳۵ «چیزها در حال جستجو هستند» بود.
او در حین تحصیل درام شکسپیر در The Old Vic، با لارنس اولیویه آشنا شد که بیشترین همکار هنری او بود. حتی با وجود اینکه نقش‌های سینمایی او شهرت و تحسین جهانی را برای او به ارمغان آورد، بخش عمده‌ای از کارهای او در تولیدات تئاتری بود، اغلب با اولیویه به عنوان کارگردان و/یا همبازی او. بسیاری از تولیدات آنها بر روی صحنه بریتانیا بر اساس آثار ویلیام شکسپیر بود. در سال ۱۹۴۳، به عنوان بخشی از مهمانی Old Vic Spring، آنها به مدت سه ماه در شمال آفریقا به گردش پرداختند و سربازان بریتانیایی را سرگرم کردند. در سال ۱۹۶۱، آنها بخشی از تور Old Vic استرالیا، نیوزیلند، مکزیک و آمریکای جنوبی بودند.
او در ۱۹ فیلم نمایشی ظاهر شد که دو بار برنده جایزه اسکار بهترین بازیگر زن شد، هر دو بار برای نمایش دراماتیک زنان از جنوب آمریکا . [۶] اولین اسکار او در سال ۱۹۳۹، برای بازی او در بر باد رفته در نقش اسکارلت اوهارا، قهرمان مارگارت میچل بود. او پس از دو سال جستجو برای یافتن بازیگر ایده‌آل که بسیاری از استعدادهای برتر هالیوود را حذف کرده بود، این نقش را برنده شد. دومین اسکار او در سال ۱۹۵۱، برای تراموا به نام هوس بود. نمایشنامه نویس تنسی ویلیامزلی او را روی صحنه لندن دید و پس از انتقال برداشت‌هایش به یکی از تهیه‌کننده‌های ایرن مایر سلزنیک، لی برای نقش بلانش دوبوآ در تولید لندن در سال ۱۹۴۹ قرارداد امضا کرد. پس از بازی در نقش دوبوآ برای ۳۲۶ اجرا، لی برای شروع فیلمبرداری نسخه سینمایی به لس آنجلس پرواز کرد.
ستاره او در ۸ فوریه ۱۹۶۰ در پیاده‌روی مشاهیر هالیوود قرار گرفت.

## تئاتر
| نام                              | تاریخ | تئاتر                                                                      | نقش                         | کارگردان                  | Notes/Playwright(s)                                              | Ref(s) |
| -------------------------------- | ----- | -------------------------------------------------------------------------- | --------------------------- | ------------------------- | ---------------------------------------------------------------- | ------ |
| The Green Sash                   | ۱۹۳۵  | Q Theatre                                                                  | Giusta                      | Matthew Forsyth           | Debonnaire Sylvester T. P. Wood                                  | [ ۱ ]  |
| The Mask of Virtue               | ۱۹۳۵  | تئاتر امباسادورز                                                           | Henriette Duquesnoy         | Maxwell Wray              | Carl Sternheim و Ashley Dukes                                    | [ ۱ ]  |
| ریچارد سوم                       | ۱۹۳۶  | Oxford University Dramatic Society                                         | آنه بوهمی                   | جان گیلگد Glen Byam Shaw  | ویلیام شکسپیر                                                    | [ ۱ ]  |
| The Happy Hypocrite              | ۱۹۳۶  | تئاتر هیز مجستیز                                                           | Jenny Mere                  | Maurice Colbourne         | کلمنس دین                                                        | [ ۱ ]  |
| Henry VIII                       | ۱۹۳۶  | Open Air Theatre, Regent's Park                                            | آن بولین                    | رابرت اتکینز              | ویلیام شکسپیر                                                    | [ ۱ ]  |
| Because We Must                  | ۱۹۳۷  | تئاتر ویندهام                                                              | Pamela Golding-Ffrench      | Norman Marshall           | Ingaret Giffard                                                  | [ ۱ ]  |
| Bats in the Belfry               | ۱۹۳۷  | Ambassadors Theatre                                                        | Jessica Morton              | A. R. Whatmore            | Diana Morgan و Robert MacDermot                                  | [ ۱ ]  |
| هملت                             | ۱۹۳۷  | قلعه کرانبورگ، هلسینگور                                                    | اوفلیا                      | Tyrone Guthrie            | ویلیام شکسپیر                                                    | [ ۱ ]  |
| رؤیای شب نیمه تابستان            | ۱۹۳۷  | Open Air Theatre, Regent's Park                                            | Titania                     | Tyrone Guthrie            | ویلیام شکسپیر Jeanne de Casalis                                  | [ ۱ ]  |
| Serena Blandish                  | ۱۹۳۸  | Gate Theatre                                                               | Serena Blandish             | Esme Percy                | اس. ان. برمن و Enid Bagnold                                      | [ ۱ ]  |
| رومئو و ژولیت                    | ۱۹۴۰  | 51st Street Theatre, نیویورک، also سان فرانسیسکو، شیکاگو و واشینگتن دی.سی. | ژولیت                       | لارنس الیویه              | ویلیام شکسپیر                                                    | [ ۱ ]  |
| The Doctor's Dilemma             | ۱۹۴۲  | تئاتر هیمارکت                                                              | Jennifer Dubedat            | Irene Hentschel           | جورج برنارد شاو                                                  | [ ۱ ]  |
| "Old Vic Spring Party — A Revue" | ۱۹۴۳  | 3-month tour of شمال آفریقا entertaining troops                            | Herself و as اسکارلت اوهارا | جان گیلگد                 | works by لوئیس کارول و Clemence Dane                             | [ ۲ ]  |
| The Skin of Our Teeth            | ۱۹۴۵  | تئاتر فینیکس، لندن                                                         | Sabina                      | لارنس الیویه              | تورنتون وایلدر                                                   | [ ۱ ]  |
| The Skin of Our Teeth (revival)  | ۱۹۴۶  | تئاتر پیکدیلی                                                              | Sabina                      | لارنس الیویه              | Thornton Wilder                                                  | [ ۱ ]  |
| Richard III                      | ۱۹۴۸  | Old Vic Tour of Australia and New Zealand                                  | Lady Anne                   | لارنس الیویه              | Thornton Wilder                                                  | [ ۱ ]  |
| مدرسه‌ای برای آبروریزی            | ۱۹۴۸  | Old Vic Tour of Australia و New Zealand                                    | Lady Teazle                 | Laurence Olivier          | ریچارد برینزلی شریدان                                            | [ ۱ ]  |
| The Skin of Our Teeth (revival)  | ۱۹۴۸  | Old Vic Tour of Australia و New Zealand                                    | Sabina                      | لارنس الیویه              | Thornton Wilder                                                  | [ ۱ ]  |
| مدرسه‌ای برای آبروریزی            | ۱۹۴۹  | تئاتر نوئل کاوارد for the Old Vic repertory season                         | Lady Teazle                 |                           | ریچارد برینزلی شریدان                                            | [ ۱ ]  |
| Richard III                      | ۱۹۴۹  | New Theatre for the Old Vic repertory season                               | Lady Anne                   | لارنس الیویه              | Thornton Wilder                                                  | [ ۱ ]  |
| آنتیگونه                         | ۱۹۴۹  | New Theatre for the Old Vic repertory season                               | Antigone                    | لارنس الیویه              | سوفوکل                                                           | [ ۱ ]  |
| اتوبوسی به نام هوس (نمایش‌نامه)   | ۱۹۴۹  | تئاتر آلدویچ                                                               | Blanche DuBois              | لارنس الیویه              | تنسی ویلیامز                                                     | [ ۱ ]  |
| سزار و کلئوپاترا (نمایش‌نامه)     | ۱۹۵۱  | St James's Theatre                                                         | Cleopatra                   | Michael Benthall          | جورج برنارد شاو alternated nightly with Antony and Cleopatra     | [ ۱ ]  |
| آنتونیوس و کلئوپاترا             | ۱۹۵۱  | St James's Theatre                                                         | Cleopatra                   | Michael Benthall          | ویلیام شکسپیر alternated nightly with سزار و کلئوپاترا           | [ ۳ ]  |
| سزار و کلئوپاترا                 | ۱۹۵۱  | Ziegfeld Theatre, New York City                                            | Cleopatra                   | Michael Benthall          | George Bernard Shaw alternated nightly with Antony and Cleopatra | [ ۱ ]  |
| Antony and Cleopatra             | ۱۹۵۱  | Ziegfeld Theatre, New York City                                            | Cleopatra                   | Michael Benthall          | ویلیام شکسپیر alternated nightly with سزار و کلئوپاترا           | [ ۳ ]  |
| شاهزاده خفته                     | ۱۹۵۳  | Phoenix Theatre                                                            | Mary Morgan                 | لارنس الیویه              | ترنس رتیگان                                                      | [ ۳ ]  |
| شب دوازدهم                       | ۱۹۵۵  | استراتفورد                                                                 | Viola                       | جان گیلگد                 | ویلیام شکسپیر                                                    | [ ۳ ]  |
| مکبث                             | ۱۹۵۵  | Stratford-upon-Avon                                                        | لیدی مکبث                   | Glen Byam Shaw            | ویلیام شکسپیر                                                    | [ ۳ ]  |
| تیتوس آندرونیکوس                 | ۱۹۵۵  | Stratford-upon-Avon                                                        | Lavinia                     | پیتر بروک                 | ویلیام شکسپیر                                                    | [ ۳ ]  |
| South Sea Bubble                 | ۱۹۵۶  | تئاتر لیریک، لندن                                                          | Lady Alexandra Shotter      | William Chappell          | نوئل کوارد                                                       | [ ۳ ]  |
| تیتوس آندرونیکوس                 | ۱۹۵۷  | Tour of پاریس، وین، بلگراد، زاگرب، ورشو، followed by Stoll Theatre, London | Lavinia                     | پیتر بروک                 | ویلیام شکسپیر                                                    | [ ۳ ]  |
| Duel of Angels                   | ۱۹۵۸  | Apollo Theatre                                                             | Paola                       | ژان لویی بارو             | ژان ژیرودو کریستوفر فرای                                         | [ ۳ ]  |
| Look After Lulu!                 | ۱۹۵۹  | Royal Court Theatre, then New Theatre                                      | Lulu d'Arville              | تونی ریچاردسون            | ژرژ فیدو translated by Noël Coward                               | [ ۳ ]  |
| Duel of Angels                   | ۱۹۶۰  | تئاتر فالتون، New York City                                                | Paola                       | رابرت هلپمن               | Jean Giraudoux Christopher Fry                                   | [ ۳ ]  |
| Twelfth Night                    | ۱۹۶۱  | Old Vic Company Tour of Australia, New Zealand and South America           | Viola                       | Robert (Roberto) Helpmann | ویلیام شکسپیر                                                    | [ ۳ ]  |
| Duel of Angels                   | ۱۹۶۱  | Old Vic Company Tour of Australia, New Zealand and South America           | Paola                       | Robert (Roberto) Helpmann | ژان ژیرودو                                                       | [ ۳ ]  |
| مادام کاملیا                     | ۱۹۶۱  | Old Vic Company Tour of Australia, New Zealand and South America           | Marguerite Gautier          | Robert (Roberto) Helpmann | الکساندر دوما                                                    | [ ۳ ]  |
| Tovarich                         | ۱۹۶۳  | تئاتر برادوی, New York City                                                | تاتیانا نیکولایونا رومانوا  | پیتر گلنویل               | رابرت ای شروود                                                   | [ ۳ ]  |
| La Contessa                      | ۱۹۶۵  | نیوکسل، لیورپول و منچستر                                                   | Contessa Sanziani           | رابرت هلپمن               | Paul Osborn و موریس دروئون                                       | [ ۳ ]  |
| ایوانف                           | ۱۹۶۶  | تئاتر شوبرت, New York City                                                 | Anna Petrova                | جان گیلگد                 | آنتون چخوف                                                       | [ ۳ ]  |

## فیلم
| نام                   | سال  | نقش                            | کارگردان                             | یادداشت‌ها | Ref(s) |
| --------------------- | ---- | ------------------------------ | ------------------------------------ | --- | ------ |
| Things Are Looking Up | 1935 | Schoolgirl در عنوان‌بندی نیامده | Albert de Courville Stafford Dickens | گومون بریتیش | [ ۴ ]  |
| The Village Squire    | 1935 | Rose Venables                  | Reginald Denham                      | British and Dominions Imperial Studios | [ ۴ ]  |
| Gentlemen's Agreement | 1935 | Phil Stanley                   | جورج پیرسون                          | British and Dominions Imperial Studios | [ ۴ ]  |
| Look Up and Laugh     | 1935 | Marjorie Belfer                | بازیل دین                            | استودیوهای ایلینگ | [ ۴ ]  |
| انگلستان در آتش       | 1937 | Cynthia                        | ویلیام کی. هاوارد                    | لاندن فیلمز | [ ۵ ]  |
| Dark Journey          | 1937 | Madeleine                      | ویکتور ساویل                         | London Film Productions | [ ۶ ]  |
| Storm in a Teacup     | 1937 | Victoria Gow                   | ایان دلریمپل ویکتور ساویل            | London Film Productions | [ ۷ ]  |
| یک یانکی در آکسفورد   | 1938 | Elsa Craddock                  | جک کانوی                             | مترو گلدوین میر (ام‌جی‌ام) | [ ۸ ]  |
| Sidewalks of London   | 1938 | Libby                          | Tim Whelan                           | UK release title St. Martin's Lane Mayflower Productions | [ ۴ ]  |
| بربادرفته             | 1939 | اسکارلت اوهارا                 | ویکتور فلمینگ                        | جایزه اسکار بهترین بازیگر زن دیوید او. سلزنیک producer | [ ۹ ]  |
| پل واترلو             | 1940 | Myra Lester                    | مروین لیروی                          | ام‌جی‌ام | [ ۴ ]  |
| ۲۱ روز                | 1940 | Wanda Wallen                   | باسیل دین                            | aka 21 Days Together, Three Weeks Together and The First and the Last, originally filmed in 1937; release delayed until after Gone with the Wind London Film Productions | [ ۱۰ ] |
| آن خانم همیلتون       | 1941 | Emma, Lady Hamilton            | آلکساندر کوردا                       | لاندن فیلمز | [ ۱۱ ] |
| سزار و کلئوپاترا      | 1945 | کلئوپاترا                      | گابریل پاسکال                        | گابریل پاسکال | [ ۱۱ ] |
| آنا کارنینا           | 1948 | آنا کارنینا                    | ژولین دوویویه                        | Producers Alexander Korda Herbert Mason | [ ۱۱ ] |
| اتوبوسی به نام هوس    | ۱۹۵۱ | بلانش دوبوا                    | الیا کازان                           | Academy Award for Best Actress چارلز کی فلدمن | [ ۱۲ ] |
| دریای آبی عمیق        | ۱۹۵۵ | Hester Collyer                 | آناتول لیتواک                        | لاندن فیلمز | [ ۱۱ ] |
| بهار رمی خانم استون   | 1961 | Karen Stone                    | José Quintero                        | Seven Arts Productions | [ ۱۳ ] |
| کشتی احمق‌ها           | 1965 | Mary Treadwell                 | استنلی کریمر                         | استنلی کریمر پروداکشنز | [ ۱۱ ] |